# 黒笠山
黒笠山（くろがさやま）は、徳島県三好市と美馬郡つるぎ町の境界に位置する山である。標高1,703m。四国百名山選定。

## 地理

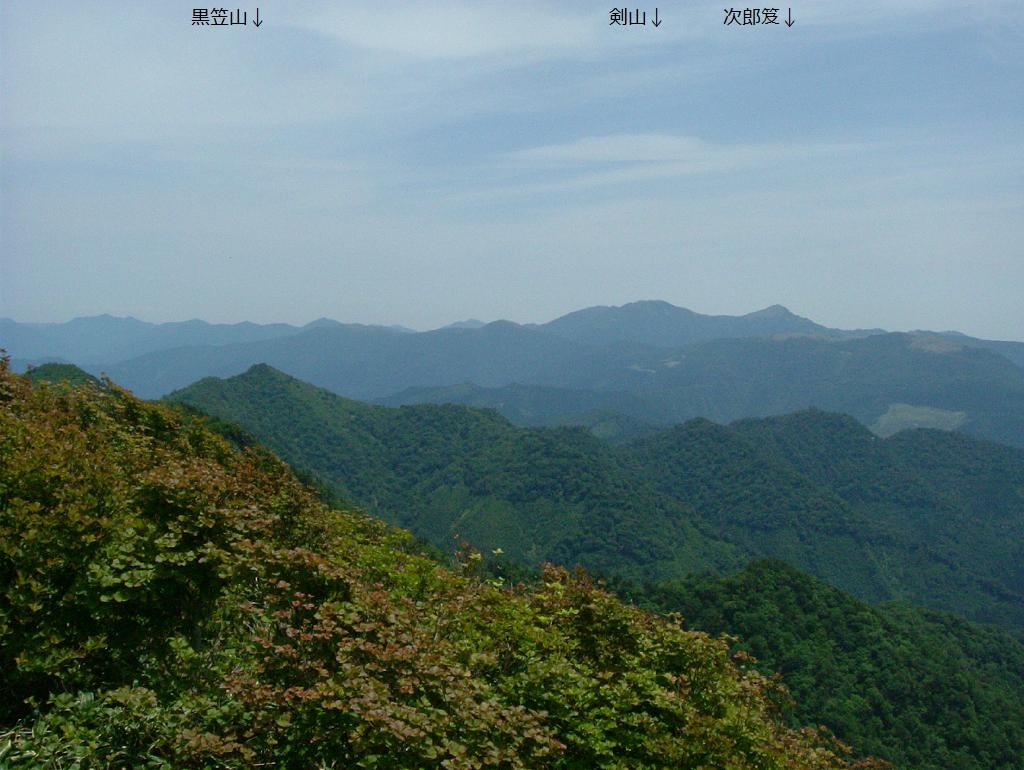
矢筈山より

旧美馬郡一宇村と三好郡東祖谷山村の境界に位置。矢筈山から東へ延びる尾根上に鋭角状に屹立する。頂上は狭いが展望に優れ、狭い渓谷を挟んで南に塔丸を中心に剣山地、北西に矢筈山などが望める。
登山ルートは旧一宇村の白井集落から明谷川の右股の沢に沿って西へ緩く登り、黒笠神社を経由して頂上から北西に延びる緩線に出る。さらに矢筈山の分岐点を南に進み、崖を登ると山頂に出る。白井から約2時間である。ほかに小島峠伝いからのルートもある。
地質は三波川帯に属し、変成岩（結晶片岩）からなる。